# Hoogmolen (Aalbeke)
De Hoogmolen of Messiaensmolen is een windmolen in de tot de West-Vlaamse gemeente Kortrijk behorende plaats Aalbeke, gelegen aan de Luingnestraat 38.
Deze standerdmolen van het gesloten type fungeert als korenmolen.

## Geschiedenis
Op deze plaats stond al een molen in 1714, in welk jaar deze door brand werd verwoest. Een nieuwe molen kwam gereed in 1717.
In 1967 werd het windbedrijf gestaakt en hij raakte in verval. In 1980 werd de molen aangekocht door de stad Kortrijk en in 1994-1995 werd hij opnieuw in maalvaardige staat gebracht, waarna hij door vrijwillige molenaars werd bedreven.
- Inventaris van het Bouwkundig Erfgoed (Vlaanderen): 60475